# Žiarska hoľa

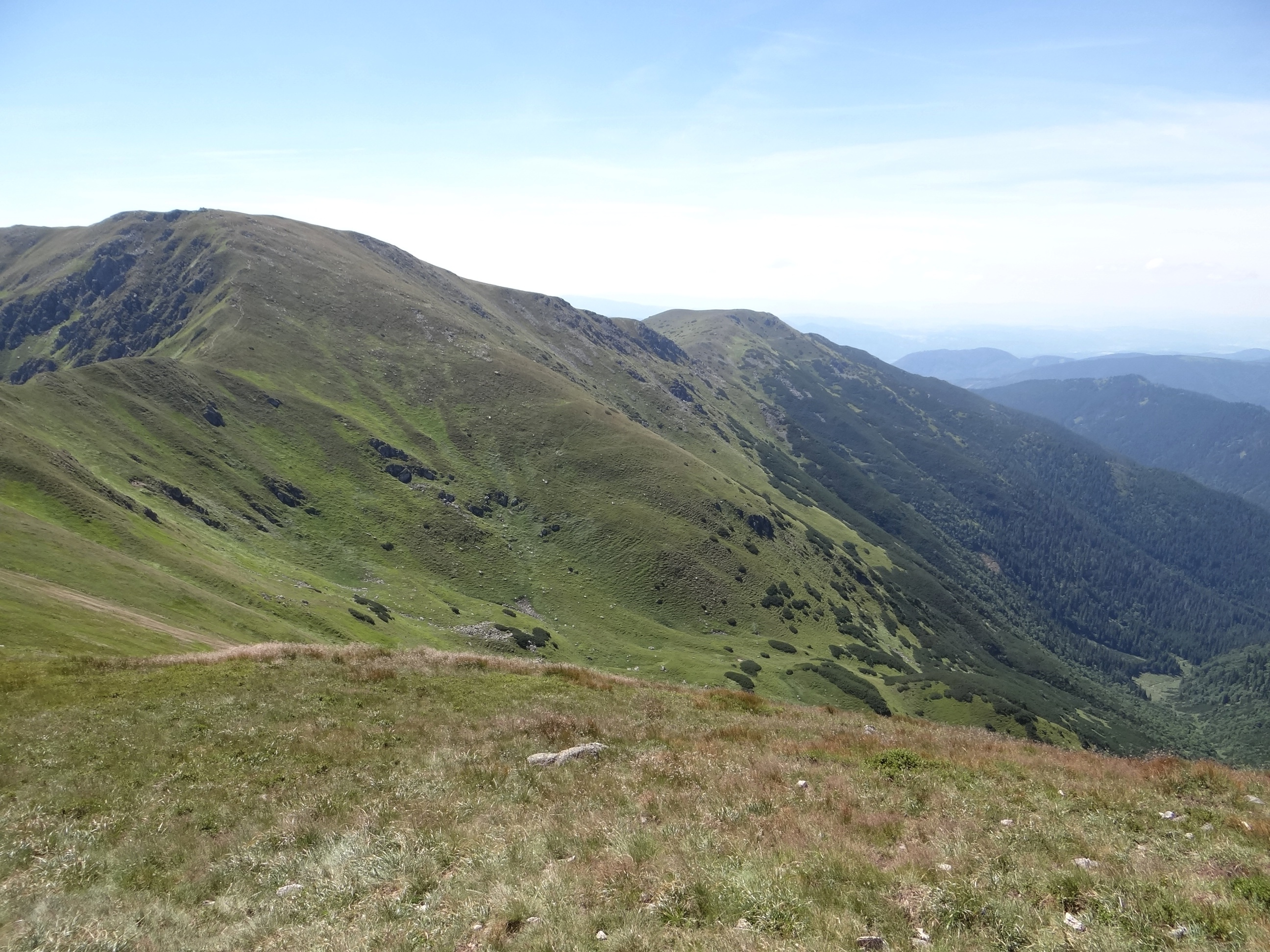
Widok z Kotlisk

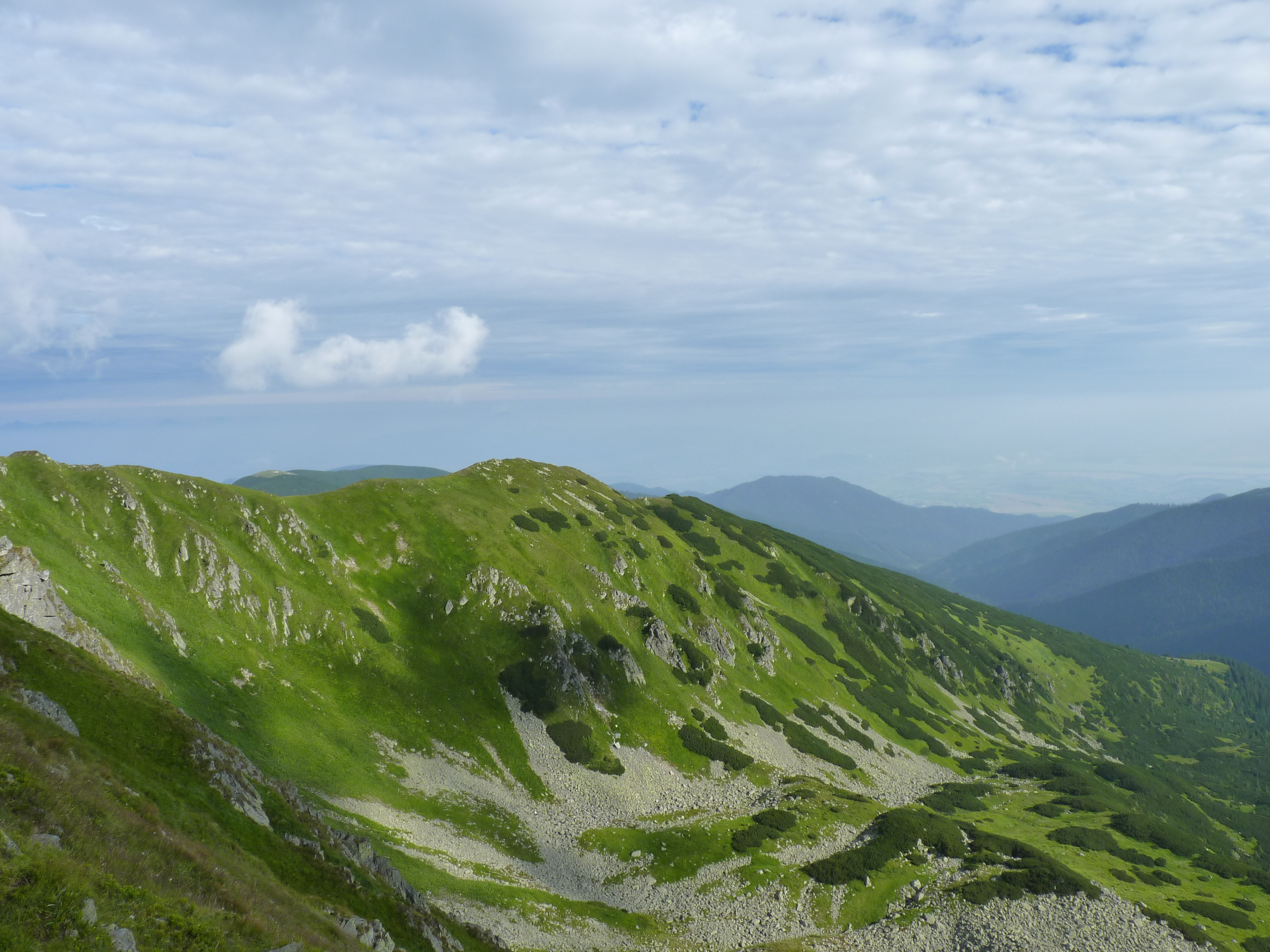

Žiarska hoľa (pol. Żarska Hala, 1841 m) – szczyt w zachodniej części Niżnych Tatr na Słowacji. Leży w granicach Parku Narodowego Niżne Tatry.

## Położenie
Masywna, rozległa Żarska Hala leży w bocznej rososze Niżnych Tatr, odgałęziającej się w kierunku południowym od głównego grzbietu niżnotatrzańskiego w szczycie Kotlisk i rozdzielającej doliny Vajskovską (na wschodzie) i Łomnistą (na zachodzie). Najwyższym szczytem tego grzbietu jest Skałka (1980 m). Żarska Hala leży w grzbiecie odchodzącym od Skałki w kierunku południowo-zachodnim, 1,7 km na południowy zachód od tej ostatniej.

## Charakterystyka
Od masywu Skałki oddziela Żarską Halę płytkie siodełko grzbietu o wysokości 1783 m. W kierunku południowym grzbiet obniża się systematycznie i przez szczyt Žiar (1408 m) opada ku Kotlinie Lopejskiej, ciągnąc się następnie pasmem niewysokich wzgórz aż do doliny Hronu pomiędzy miejscowościami Lopej i Predajná. 
Szczyt, porośnięty roślinnością trawiastą, ma formę niewysokiej, kształtnej kopuły. Na grzbiecie opadającym z Żarskiej Hali na południe na wysokości ok. 1700 m n.p.m. występują wychodnie skalne nazywane Bosorky. Stoki zachodnie, opadające ku górnym partiom Doliny Łomnistej, strome, mocno rozczłonkowane żlebami i głębokimi dolinkami. Stoki wschodnie równie strome, lecz nieco mniej rozczłonkowane. Jedne i drugie częściowo porośnięte zaroślami kosodrzewiny, częściowo halne i w zimie bardzo lawiniaste. W dniu 8 marca 1965 r. lawina śnieżna, która zeszła w masywie Żarskiej Hali, przyniosła śmierć 16 robotnikom leśnym w Dolinie Kulichowej (słow. Kulichova dolina, opada na południowy wschód do Dol. Vajskovskiej).

## Przyroda i jej ochrona
W masywie Żarskiej Hali i sąsiedniej Skałki zachowały się w pierwotnym charakterze wszystkie typowe dla Niżnych Tatr zespoły roślinności górskiej i wysokogórskiej. Z dużych ssaków występują tu m.in. niedźwiedź brunatny oraz kozice, reintrodukowane w latach 1969-1974 w zamknięciu Dol. Łomnistej.
Cały masyw Żarskiej Hali mniej więcej od poziomicy 1500 m w górę wraz z górnymi piętrami dolin Łomnistej i Vajskovskiej są objęte ochroną w rezerwacie przyrody Skalka.

## Turystyka
Żarska Hala, ze względu na halny wierzchołek i wysokość dorównującą wysokości biegnącego po drugiej stronie Dol. Łomnistej głównego grzbietu Niżnych Tatr oferuje doskonałe widoki na najwyższe szczyty tej grupy górskiej. Ze względu na duże odległości w dojściu jest jednak rzadko odwiedzana. Grzbietem Żarskiej Hali i Skałki biegnie żółty szlak turystyczny z osady Črmné u wylotu Dol. Vajskovskiej na Kotliská. Ze względu na wymogi ochrony przyrody szlak ten jest zamknięty co roku od 16 października do 30 czerwca.
  Wylot doliny Vajskovskiej (Črmné) – Strmý vrštek – sedlo pod Žiarom – Žiar – Žiarska hola – Skalka – Kotliská. Czas przejścia: 4.30 h, ↓ 3.50 h